# Sam J. Miller

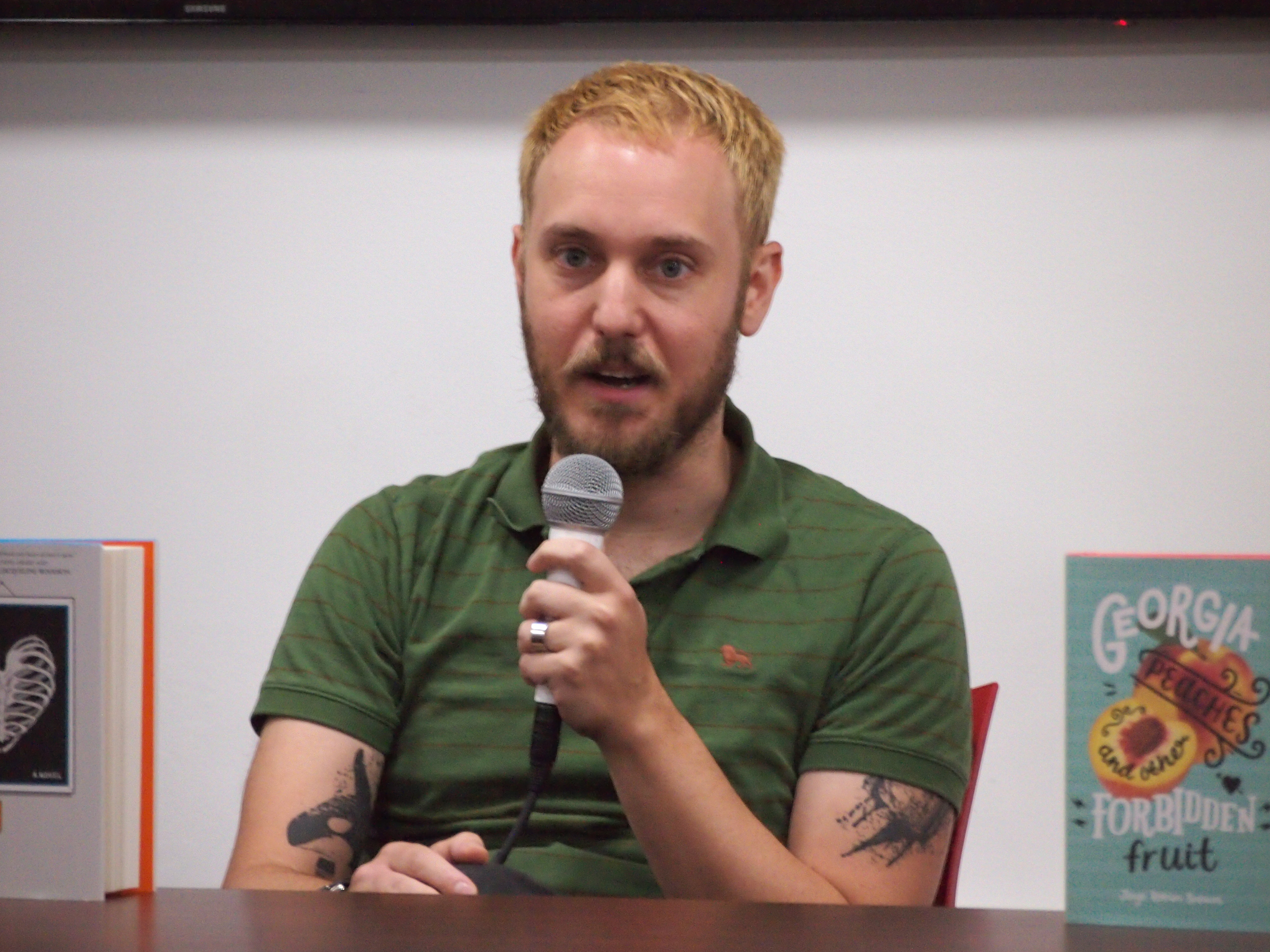
Sam J. Miller (2017)

Sam Joshua Miller (geboren am 7. Februar 1979) ist ein amerikanischer Schriftsteller. Er ist bekannt als Autor von Science-Fiction, Fantasy und Horror.

## Leben
Miller wuchs in Hudson im Bundesstaat New York auf, wo sein Vater wie schon sein Großvater eine Metzgerei hatte. Auch Miller erlernte das Fleischerhandwerk, als er 17 Jahre alt war, musste das Geschäft jedoch schließen. Miller entwickelte als Teenager eine Essstörung, ähnlich wie der Protagonist seines mit dem Andre Norton Award ausgezeichneten und für den Locus Award, den William L. Crawford Fantasy Award und den Worldcon Special Convention Award nominierten Romans The Art of Starving (2017). Inzwischen ist Miller Vegetarier. Miller war zeitweise Malermodell und Mitglied einer Punkband. 2008 erschien mit Haunting Your House eine erste Erzählung in der Awkward Robots-Anthologie The Red Volume. Weitere Erzählungen folgten, dann 2017 der erwähnte Erstlingsroman, in dem ein magersüchtiger Jugendlicher durch seine Hungerexzesse übernatürliche Fähigkeiten erlangt, im gleichen Jahr dann mit ähnlichem Sujet der Kurzroman The Future of Hunger in the Age of Programmable Matter. Der 2018 erschienene Roman Blackfish City über eine schwimmende Stadt in der Arktis in einer von der globalen Erwärmung veränderten Welt, in der eine geheimnisvolle, auf einem Orca reitenden und von einem Eisbären begleitete Frau in der Stadt erscheint, wurde für Nebula Award und Locus Award nominiert. Der Roman schließt an die 2015 in Asimov’s Science Fiction erschienene Erzählung Calved an.
Miller war 2012 Teilnehmer des Clarion Science Fiction Writers’ Workshop und ist Mitglied der Schriftstellergruppe Altered Fluid.
Miller lebt zusammen mit seinem Ehemann in New York City.

## Auszeichnungen
- 2019: John W. Campbell Memorial Award for Best Science Fiction Novel für den Roman Blackfish City
- 2018: Andre Norton Award für den Roman The Art of Starving
- 2014: Shirley Jackson Award für die Kurzgeschichte 57 Reasons for the Slate Quarry Suicides
- 2023: Locus Award für die Sammlung Boys, Beasts & Men

Auf seiner Website bezeichnet sich Miller als Gewinner des Nebula Awards. Das bezieht sich auf den von der SFWA zugleich mit den Nebula Awards verliehenen Andre Norton Award, den er 2018 gewann. 2019 war er mit dem Roman Blackfish City für den Nebula Award nominiert.

## Bibliografie
Romane
- The Art of Starving (2017)
- The Future of Hunger in the Age of Programmable Matter (2017)
- Blackfish City (2018)
- Destroy All Monsters (2019)

Kurzgeschichten
- Haunting Your House (2008)
- The Beasts We Want to Be (2013)
- 57 Reasons for the Slate Quarry Suicides (2013)
- Sabi, Wabi, Aware, Yugen (2013)
- Allosaurus Burgers (2014)
- We Are the Cloud (2014)
- Songs Like Freight Trains (2014)
- Kenneth: A User's Manual (2014)
- Alloy Point (2014)
- The Heat of Us: Notes Toward an Oral History (2015)
- When Your Child Strays from God (2015)
- Ghosts of Home (2015)
- Calved (2015)
- To Die Dancing (2015)
- Angel, Monster, Man (2016)
- Things with Beards (2016)
- Nothing Is Truly Yours (2016)
- Last Gods (2016)
- Bodies Stacked Like Firewood (2017)
- The Ways Out (2017)
- Making Us Monsters (2017, mit Lara Elena Donnelly)
- My Base Pair (2018)
- Red Lizard Brigade (2018)
- Conspicuous Plumage (2018)
- It Was Saturday Night, I Guess That Makes It All Right (2019)

Sachliteratur
- Horror after 9/11: World of Fear, Cinema of Terror (2011) with Aviva Briefel

Herausgeber
- Boys, Beasts & Men (2022)